# Vicky McClure
Victoria Lee "Vicky" McClure (ur. 8 maja 1983 w Nottingham) – brytyjska aktorka, modelka i prezenterka telewizyjna. Laureatka Nagrody Telewizyjnej Akademii Brytyjskiej (BAFTA) za 2011 rok, nominowana do tej nagrody również w 2012 i 2015 r. Od 2012 r. występuje w głównej roli kobiecej w serialu kryminalnym Line of Duty.

## Życiorys

### Kariera filmowa i telewizyjna
Pochodzi z robotniczej rodziny z Nottingham, jej ojciec był stolarzem, a matka fryzjerką. Jako jedenastolatka została stypendystką Central Junior Television Workshop, organizacji umożliwiającej zdobywanie specjalistycznych umiejętności uzdolnionym dzieciom marzącym o karierze w telewizji. W wieku 16 lat zdała egzaminy wstępne do Italia Conti Academy of Theatre Arts, lecz ostatecznie nie podjęła nauki, gdyż jej rodziny nie było stać na czesne.  W wieku 15 lat zadebiutowała na ekranie w filmie A Room for Romeo Brass.
W latach 2006–2015 występowała w cyklu To właśnie Anglia, składającym się z filmu kinowego pod takim właśnie tytułem, a także późniejszych miniseriali To właśnie Anglia`86, 88 i 90. Rola w odsłonie cyklu rozgrywającej się w 1986 roku przyniosła jej Nagrodę Telewizyjną Akademii Brytyjskiej w kategorii najlepsza aktorka, a także nagrodę Królewskiego Towarzystwa Telewizyjnego w analogicznej kategorii. Rok później była ponownie nominowana do tej nagrody za swój występ w To właśnie Anglia '88.  W 2008 wystąpiła w filmie Mądrość i seks, debiucie reżyserskim Madonny.
W 2012 r. otrzymała rolę w serialu kryminalnym Line of Duty, z którym związana jest do dzisiaj. W 2015 r. została za tę rolę po raz trzeci w karierze wyróżniona nominacją do Nagrody Telewizyjnej BAFTA. W 2013 r. zagrała w filmie Koliber, gdzie wystąpiła wspólnie m.in. z Agatą Buzek. Z kolei w 2016 zagrała główną rolę kobiecą w miniserialu BBC opartym na powieści Josepha Conrada Tajny agent. W 2018 zadebiutowała jako prezenterka telewizyjna, występując w serialu dokumentalnym BBC, poświęconym roli muzyki w łagodzeniu skutków demencji.
W roku 2010 McClure wystąpiła w teledysku do piosenki She Said rapera Plan B. Dwa lata później zagrała w klipie do utworu Two Fingers Jake'a Bugga.

### Życie prywatne
McClure jest związana ze starszym od niej o 12 lat aktorem i reżyserem Jonnym Owenem, którego poznała grając w jego autorskim filmie Svengali. Wspólnie mieszkają w jej rodzinnym Nottingham.  Para zaręczyła się w czasie świąt Bożego Narodzenia w 2017 roku.
Aktorka znalazła się wśród osób wyróżnionych nazwaniem na ich cześć jednego z tramwajów wchodzących w skład sieci tramwajowej w Nottingham. Wkrótce po związanej z tym ceremonii otrzymała propozycję bezpłatnego przejazdu "swoim" tramwajem, jednak została z niego wyrzucona za brak biletu przez nieświadomego niczego konduktora. Przewoźnik przeprosił ją później za zaistniałe nieporozumienie.